# Sej Salustije
Sej Salustije (Seius Sallustius, ? - 227.) bio je rimski velikodostojnik iz doba Severske dinastije. Bio je unuk Publija Seja Fuscijana, konzula iz doba Marka Aurelija. Godine 225. je postao tast mladom caru Aleksandru Severu te nedugo potom dobio titulu cezara, odnosno de facto prijestonasljednika. Međutim, nakon nekoliko godina mu je kćer, carica Salustija Orbijana, pobjegla iz carske palače natrag u roditeljski dom, žaleći se na stalno zlostavljanje od strane careve majke i de facto vladarice Julije Mameje. Salustije se savjetovao s časnicima Pretorijanske garde kako bih zaštitili njegovu kćer, ali je taj čin protumačen kao zavjera protiv carske vlasti. Salustije je u kolovozu iste godine uhićen i pogubljen. Njegova kćer se prisilno razvela od cara i protjerana je u Afriku.